# Knapadel
Knapadel är en beteckning på lägre adel. Ordet syftar egentligen på den del av det medeltida frälset som inte hade råd att fullgöra sin rusttjänst till fullo, och är också ett nedsättande begrepp för obemedlad lågadel.

## Etymologi
Knap eller knape kommer av medellågtyskans knape, besläktat med tyskans Knabe som betyder 'gosse', 'pojke', väpnare, vapensven, en tjänare hos en riddare.